# 芹沢一也
芹沢 一也（せりざわ かずや、1968年 - ）は、日本の社会学者。株式会社シノドス代表取締役。専門は日本近代思想史、現代社会論。
東京都生まれ。慶應義塾大学文学部卒業、同大学院社会学研究科博士課程単位取得退学。

## 活動
フランスの哲学者ミシェル・フーコーを思想的バックボーンとしている。2005年に出版された『狂気と犯罪－なぜ日本は世界一の精神病国家になったのか』を宮崎哲弥や呉智英に絶賛された。もともと博士論文として準備された『<法>から解放される権力』をベースにした同書で、芹沢は江戸時代から現在に至るまでの狂気と犯罪と精神医学の関係について考察。その上で、刑法39条について懐疑的な結論を導いた。最近は、「SYNODOS/シノドス」を主宰。

2006.4～2008.10　『論座』(朝日新聞出版社)にて「犯罪季評　ホラーハウス社会を読む」を連載。

2007.4　「知の交流スペース」シノドスを立ち上げる。

2008.4　メールマガジン「αシノドス」(荻上チキ編集長)を創刊。

2009.9　株式会社シノドスを、評論家荻上チキ、エコノミスト飯田泰之とともに設立。同社には社会哲学者の橋本努、政治学者の吉田徹、経済学者の安田洋祐などもアドバイザーとして参加している。

2009.12　メルマガ「現代用語の基礎知識 for mobile」を創刊。

2010.1～2010.12　共同通信社にて「論考2010」を連載。

2010.6　「シノドス・ジャーナル」を創刊。

2010.7～　『日経ビジネスアソシエ』(日経BP社)にて「インテリブリッジ」を連載中。

2011.2～　『北海道新聞』にて「各自核論」を連載中。
1. ↑  関連項目[リンク切れ]
2. ↑  関連項目[リンク切れ]

## 著書
- <法>から解放される権力 犯罪、狂気、貧困、そして大正デモクラシー 新曜社 2001.9
- 狂気と犯罪 なぜ日本は世界一の精神病国家になったのか 講談社+α新書 2005.1
- ホラーハウス社会 法を犯した「少年」と「異常者」たち 講談社+α新書 2006.1
- 暴走するセキュリティ 洋泉社新書y 2009.3

## 共編著
- 犯罪不安社会 誰もが「不審者」?/ 浜井浩一 光文社新書 2006.12
- 時代がつくる「狂気」 精神医療と社会（編著）朝日選書 2007
- フーコーの後で 統治性・セキュリティ・闘争/ 高桑和巳共編 慶應義塾大学出版会 2007.9
- 革命待望! 1968年がくれる未来（監修）ポプラ社 2009.4
- 日本を変える「知」 「21世紀の教養」を身に付ける 荻上チキ共編 光文社 2009.5
- 経済成長って何で必要なんだろう? Synodos readings 荻上チキ共編 光文社 2009.6
- 日本思想という病　なぜこの国は行き詰まるのか？Synodos readings 荻上チキ共編 光文社 2010.1

## ホラーハウス社会
最近では体感治安の悪化が叫ばれ、法の世界から隔絶されている精神病者や少年の排除や地域の防犯活動に見られるような地域共同体内部での異質の排除に向かう現代日本社会を「異常者に脅えつつも、一方では異常者の存在を楽しんでいる」というホラーハウスに例えてホラーハウス社会と呼んでいる。その上で、小宮信夫らが唱道する環境犯罪学や心神喪失者医療観察法に批判的な視座からの考察を行っている。